# (35396) 1997 XF11
(35396) 1997 XF11 è un asteroide Apollo, scoperto il 6 dicembre 1997 da James V. Scotti nell'ambito del programma Spacewatch.
Effettuerà un passaggio ravvicinato alla Terra il 26 ottobre 2028 ad una distanza di circa 0,0062 au (930000 km) pari a circa 2,4 volte la distanza Terra-Luna.